# Ethiopica
Ethiopica is een geslacht van vlinders van de familie Uilen (Noctuidae).

## Soorten
- E. acrothecta Fletcher D. S., 1961
- E. aenictopis (Bethune-Baker, 1911)
- E. asteropa Hampson, 1909
- E. bafasy Viette, 1965
- E. befasy Viette, 1965
- E. cupricolor (Hampson, 1902)
- E. eclecta Fletcher D. S., 1961
- E. exolivia Hampson, 1911
- E. glaucochroa Fletcher D. S., 1961
- E. glauchroa Fletcher, 1961
- E. hesperonota Hampson, 1909
- E. ignecolora Hampson, 1916
- E. inornata Berio, 1975
- E. leucostigmata Bethune-Baker, 1911
- E. melanopa Bethune-Baker, 1911
- E. micra Hampson, 1902
- E. phaeocausta Hampson, 1916
- E. polyastra Hampson, 1909
- E. subpupurea Kiriakoff, 1946
- E. subpurpurea Kiriakoff, 1954
- E. umbra Le Cerf, 1922
- E. vinosa (Hampson, 1902)